# بيت الصفاء (العدين)

تعديل مصدري - تعديل

بيت الصفاء محلة تابعة لقرية حًمر، التابعة لعزلة بلاد المليكي بمديرية العدين إحدى مديريات محافظة إب في الجمهورية اليمنية.، بلغ تعداد سكانها 71 حسب تعداد اليمن لعام 2004.